# ハノーバー (ニューハンプシャー州)

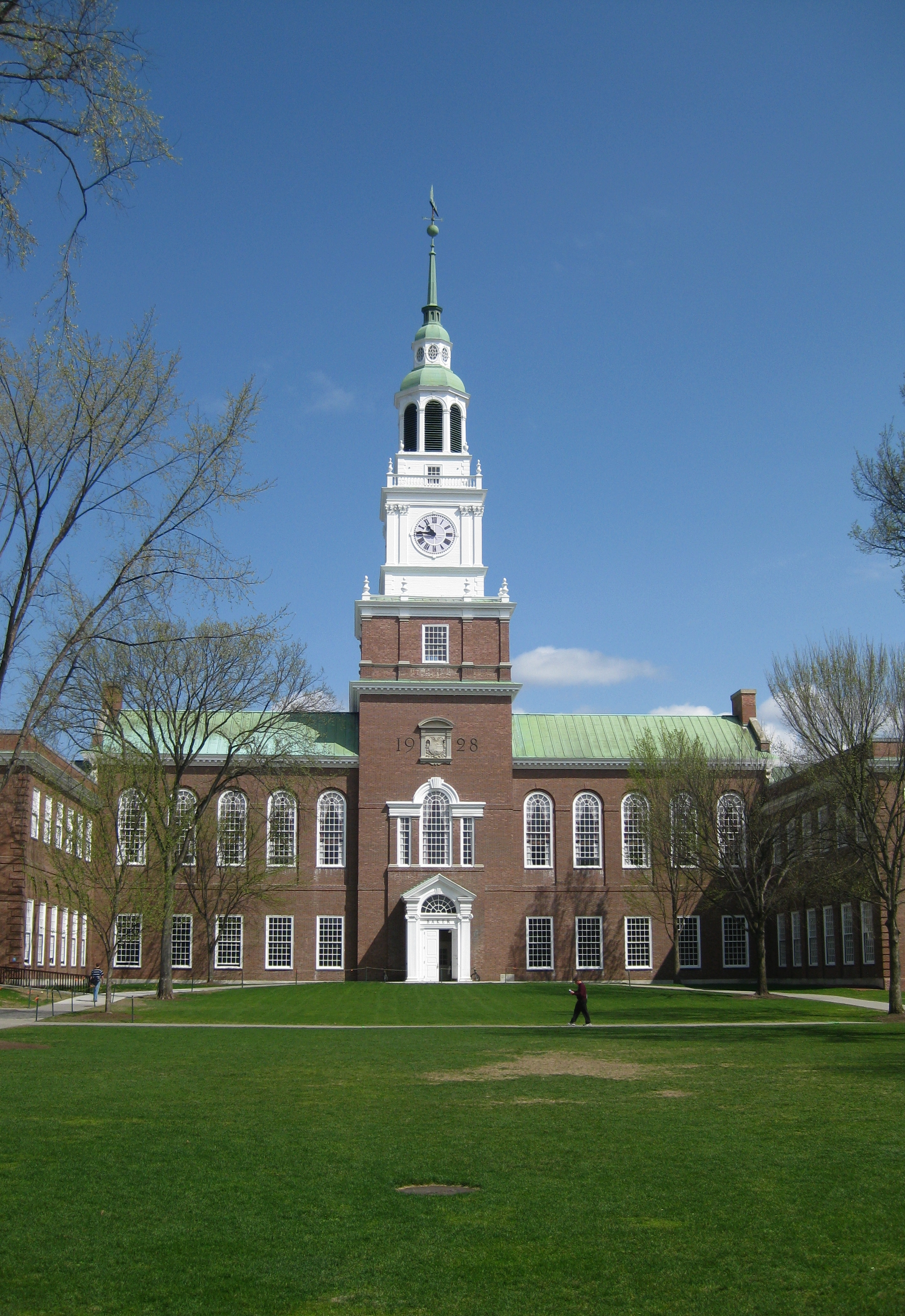
ダートマス大学

ハノーバー（Hanover）は、アメリカ合衆国ニューハンプシャー州西部、グラフトン郡に位置する町。人口は1万1870人（2020年国勢調査）。ダートマス大学がキャンパスを構える町として知られている。アメリカ合衆国陸軍工兵司令部がコールド・リージョンズ・リサーチ・アンド・エンジニアリング・ラボラトリー（Cold Regions Research and Engineering Laboratory、CRREL、寒地工学研究所）という研究所を置いている町でもある。
また、ハノーバーはアパラチアン・トレイル上に位置し、夏のハイキングや冬のクロスカントリースキーでも知られている。

## 歴史
かつて、現在のハノーバー町の南西部はドレスデンという地名であった。18世紀後半、ドレスデンはニューハンプシャー植民地にあったが、バーモント共和国についていたコミュニティのひとつであった。やがてニューハンプシャーは他の12植民地の協力を得て、もしバーモントについているコミュニティがニューハンプシャーに戻らないならバーモントと戦争を起こすと脅しをかけた。バーモント側はこれらのコミュニティのバーモント転向を拒否し、ドレスデンはニューハンプシャーに戻った。
このドレスデンという名は、現在でもドレスデン公立学区（Dresden School District）として残っている。同学区はハノーバーとバーモント州ノーウィッチ（Norwich）をカバーする、複数の州にまたがる公立学区である。
1769年、ハノーバーに全米9番目の大学となるダートマス大学が創立された。

## 地理

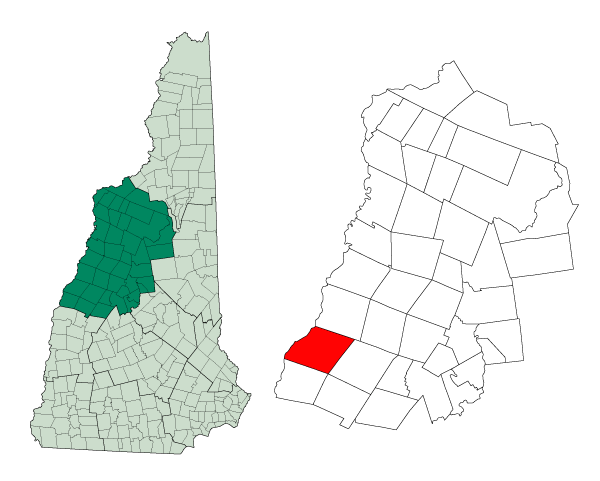
左: ニューハンプシャー州の中でのグラフトン郡の位置。右: グラフトン郡の中でのハノーバーの位置

ハノーバーは北緯43度42分08秒 西経72度17分22秒 / 北緯43.70222度 西経72.28944度に位置している。町はバーモント州との州境になっているコネチカット川の東岸に広がっている。町の標高は162m、最高点は標高703mのムース・マウンテン（Moose Mountain）である。
アメリカ合衆国統計局によると、ハノーバー町は総面積130.0km²（50.2mi²）である。このうち127.1km²（49.1mi²）が陸地で2.9km²（1.1mi²）が水域である。総面積の2.23%が水域となっている。
ハノーバーの気候は涼しい夏と寒さの厳しい冬に特徴付けられる。降水量は年間を通じてほぼ一定で、月間75-90mm、年間1,000-1,100mm程度である。冬季の降雪量は約170cmである。ケッペンの気候区分ではDf（亜寒帯湿潤気候）に属する。

## 生活基盤

### 水道
ハノーバーのダウンタウンの水道水は周辺のいくつかの貯水池を水源としている。しかし100年以上前につくられた土製の水道管が用いられ、水質もあまり良くないことから、水道水はほとんど使われていない。周辺地域では各家庭で井戸が掘られており、汲み上げた地下水を飲料水としている。

### 教育
ハノーバーの教育を特徴付けるのは何と言ってもダートマス大学の存在である。同校は学部生約4,000人、大学院生を含めた総学生数でも約5,000人程度の小規模な大学であるが、アイビー・リーグの一角をなす名門私立大学である。同校は少数精鋭制による伝統的なリベラルアーツに力を入れている。しかし実学においても評価は高く、1797年に創立された全米4校目のメディカルスクールや、世界最古のビジネススクールで、現在でも常に全米トップ10に入るタック経営大学院を抱える。
ダートマス大学の影響で町の人口に占める学生の割合が高く、18-24歳の年齢層が総人口の1/3以上を占める。また町民の3/4以上が学士の学位を有し、修士以上の学位を持つ者も総人口の4割を超える。
ハノーバーのK-12課程を担う公立学校はドレスデン公立学区によって運営されている。同学区はハノーバーと対岸のノーウィッチの両方をカバーしており、全米最初の、そして現在においても珍しい、複数の州にまたがる学区となっている。

### 交通
ハノーバーの玄関口となる空港は町の南約10km、南隣のレバノン市に位置するレバノン市営空港である。小規模な空港だが、ニューヨークのラガーディア空港からUSエアウェイズの便が1日4便ある。
ハノーバーの主な交通手段は自動車である。対岸のノーウィッチには州間高速道路I-91が、レバノンにはI-89が通っており、その両方を利用することができる。
I-91はイェール大学の所在地として知られるコネチカット州ニューヘイブンから北へバーモント州へと通じている高速道路で、途中コネチカット州の州都ハートフォードやマサチューセッツ州西部の主要都市スプリングフィールドを通る。ニューヘイブンは南へ約300km、所要3時間である。一方、I-89はニューハンプシャー州の州都であるコンコードから北西へバーモント州へとのびている高速道路である。ニューハンプシャー州の最大都市マンチェスターは南東へ約120km（所要1時間10分）、バーモント州の最大都市バーリントンは北西へ約155km（所要1時間半）である。途中バーモント州の州都モントピリアを通る。
レバノンにはバーモント交通のバスディーポがあり、ボストンとバーリントンを結ぶ中距離バスが停車する。南西のホワイトリバー・ジャンクション（White River Junction）にはアムトラックの駅もあり、ニューヨークからバーモント州へ向かう中距離電車、バーモンター号が停車する。

## 人口動勢
以下は2000年国勢調査による人口統計データである。
| 基礎データ - 人口: 10,850人 - 世帯数: 2,832世帯 - 家族数: 1,761家族 - 人口密度: 85.3人/km²（221.0人/mi²） - 住居数: 2,989軒 - 住居密度: 23.5軒/km²（60.9軒/mi²） 人種別人口構成 - 白人: 87.98% - アフリカン・アメリカン: 1.74% - ネイティブ・アメリカン: 0.47% - アジア人: 6.76% - 太平洋諸島系: 0.06% - その他の人種: 0.88% - 混血: 2.09% - ヒスパニック・ラテン系: 2.54% 年齢別人口構成 - 18歳未満: 15.1% - 18-24歳: 37.6% - 25-44歳: 16.6% - 45-64歳: 17.1% - 65歳以上: 13.6% - 年齢の中央値: 23歳 - 性比（女性100人あたり男性の人口） - 総人口: 99.1 - 18歳以上: 96.5 | 世帯と家族（対世帯数） - 18歳未満の子供がいる: 31.1% - 結婚・同居している夫婦: 55.7% - 未婚・離婚・死別女性が世帯主: 4.8% - 非家族世帯: 37.8% - 単身世帯: 25.9% - 65歳以上の老人1人暮らし: 9.4% - 平均構成人数 - 世帯: 2.47人 - 家族: 2.96人 収入と家計 - 収入の中央値 - 世帯: 72,470米ドル - 家族: 99,158米ドル - 性別 - 男性: 63,409米ドル - 女性: 35,771米ドル - 人口1人あたり収入: 30,393米ドル - 貧困線以下 - 対人口: 9.1% - 対家族数: 0.6% - 18歳未満: 0% - 65歳以上: 3.0% |